# Dendrobium sanderae
Dendrobium sanderae är en orkidéart som beskrevs av Robert Allen Rolfe. Dendrobium sanderae ingår i släktet Dendrobium, och familjen orkidéer. IUCN kategoriserar arten globalt som sårbar.
Artens utbredningsområde är Filippinerna. Inga underarter finns listade i Catalogue of Life.

## Bildgalleri

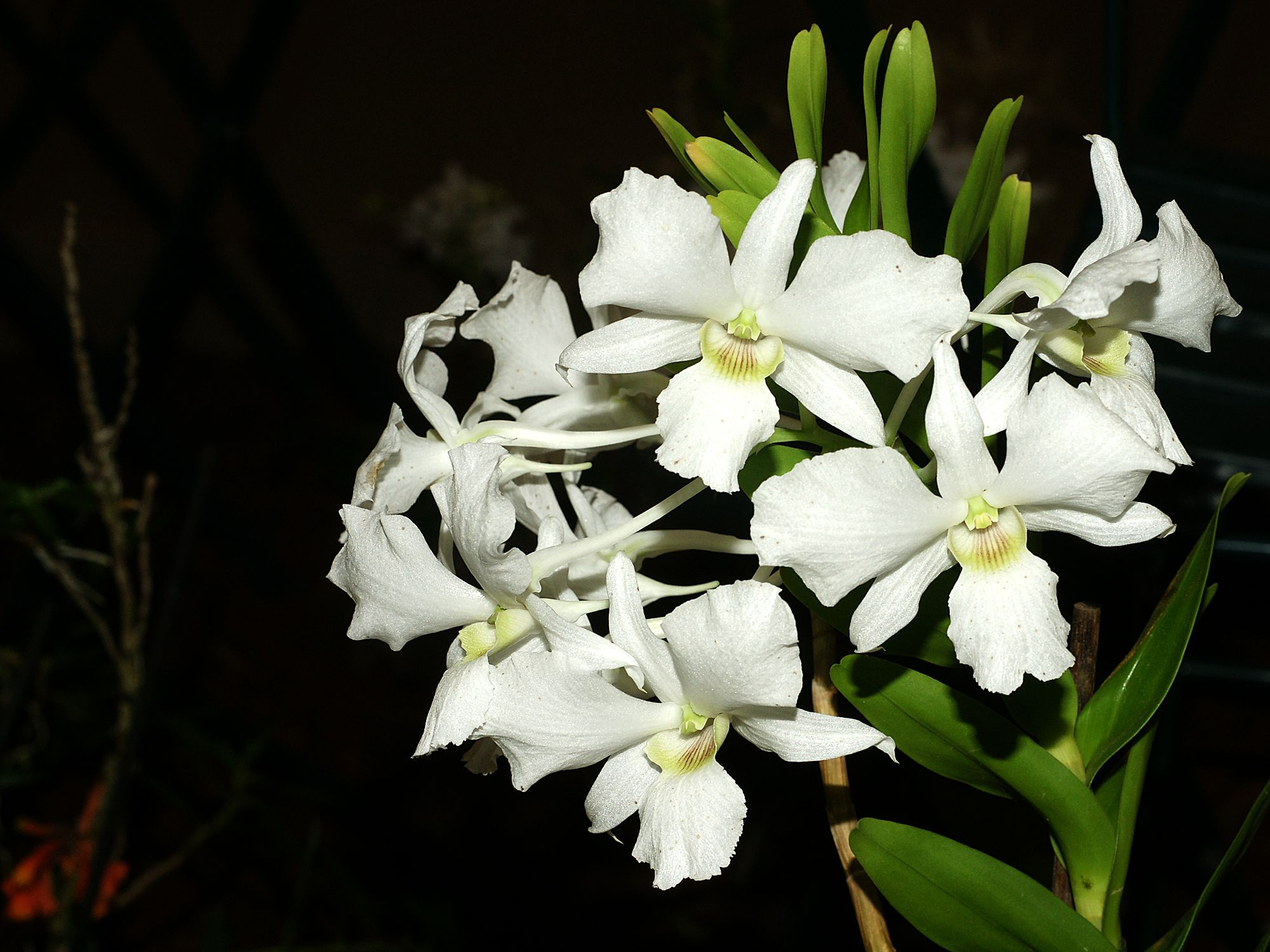
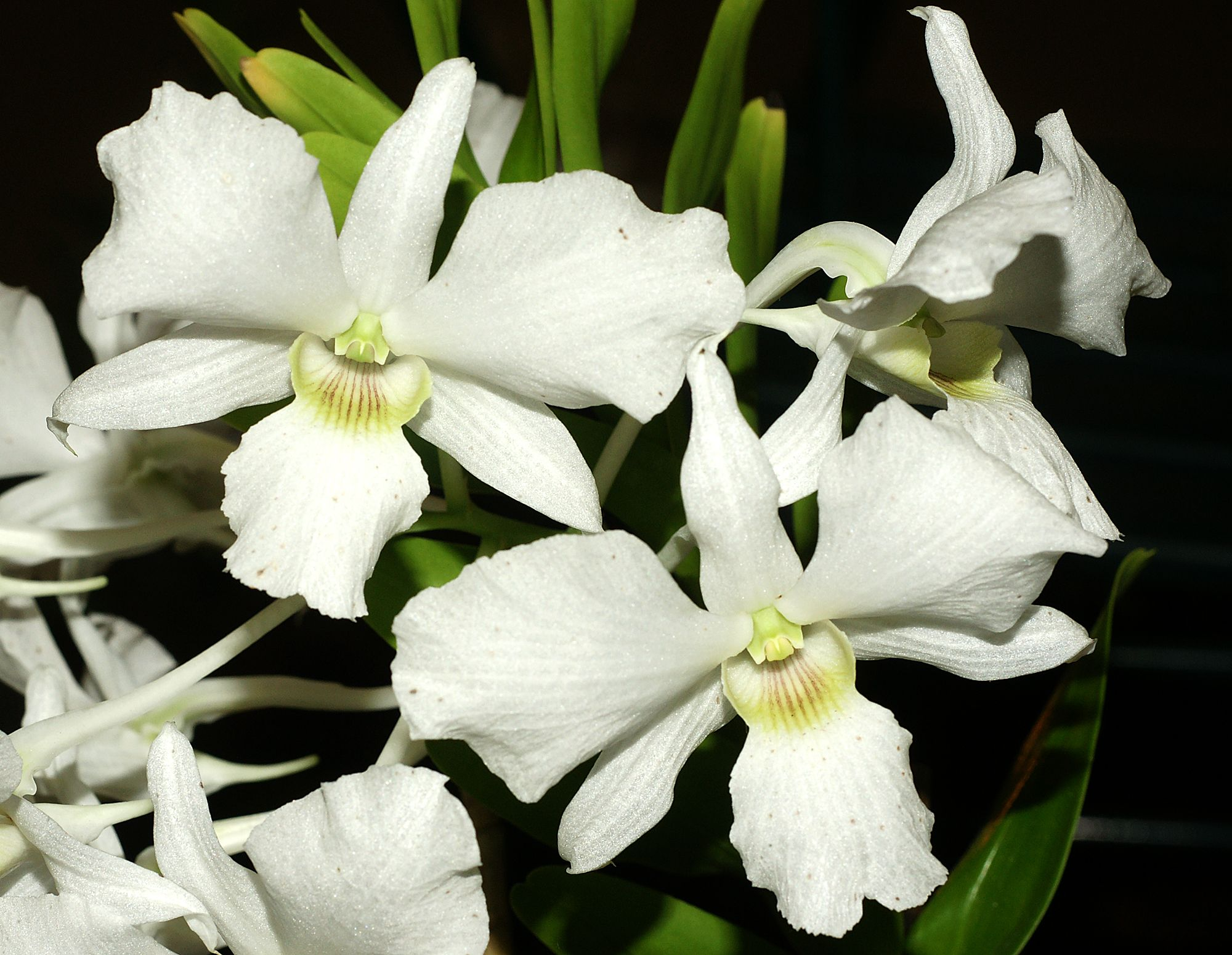
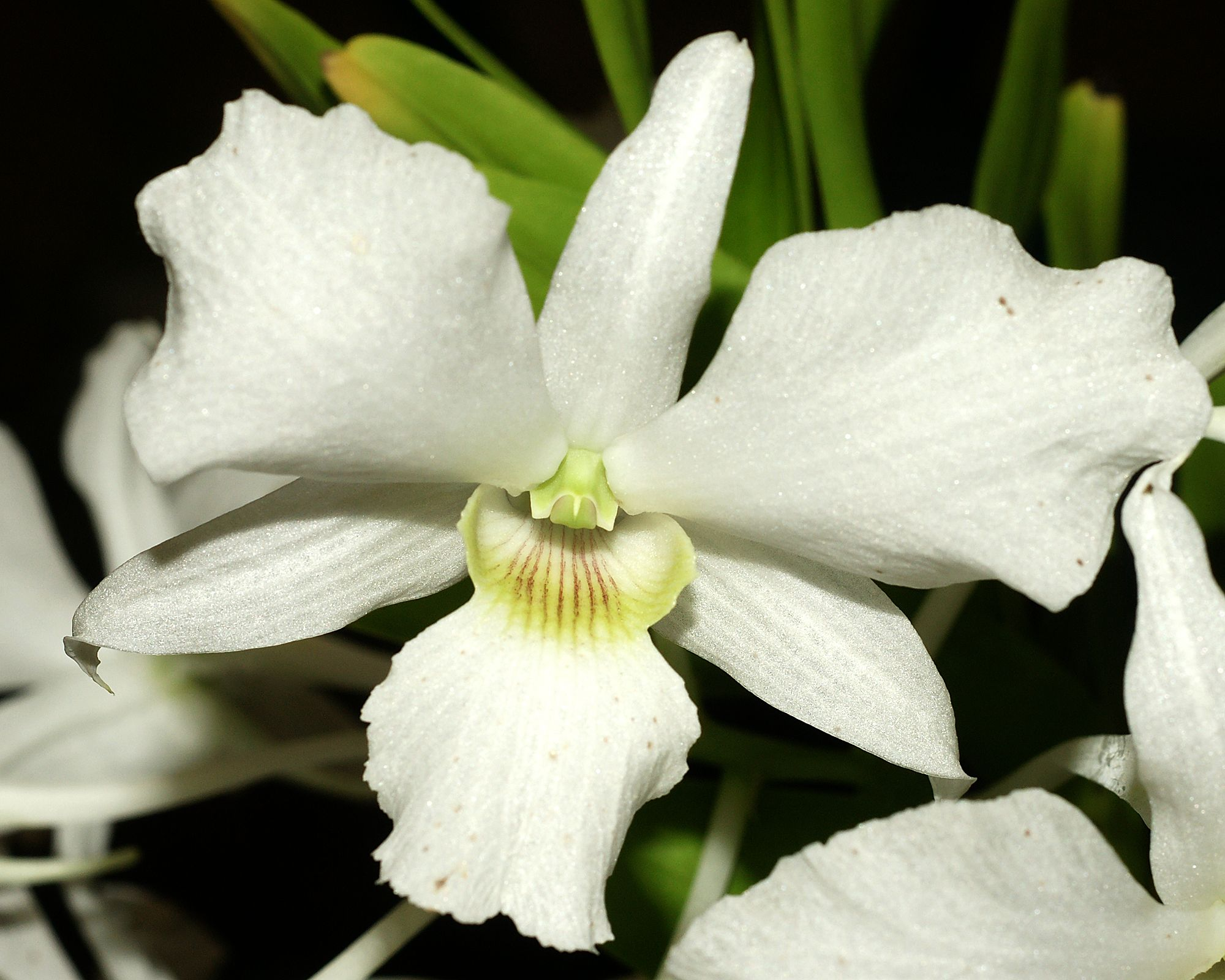
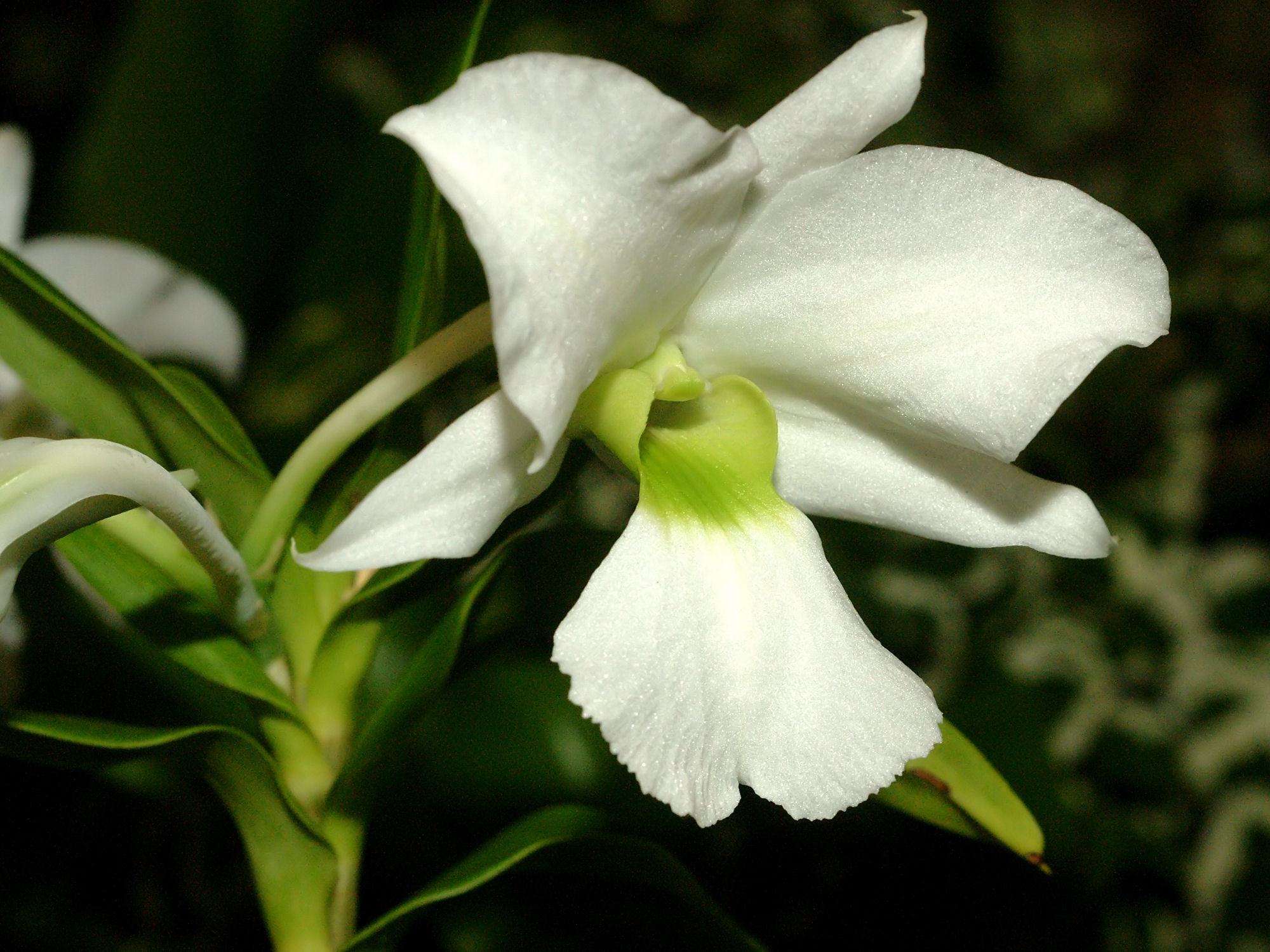
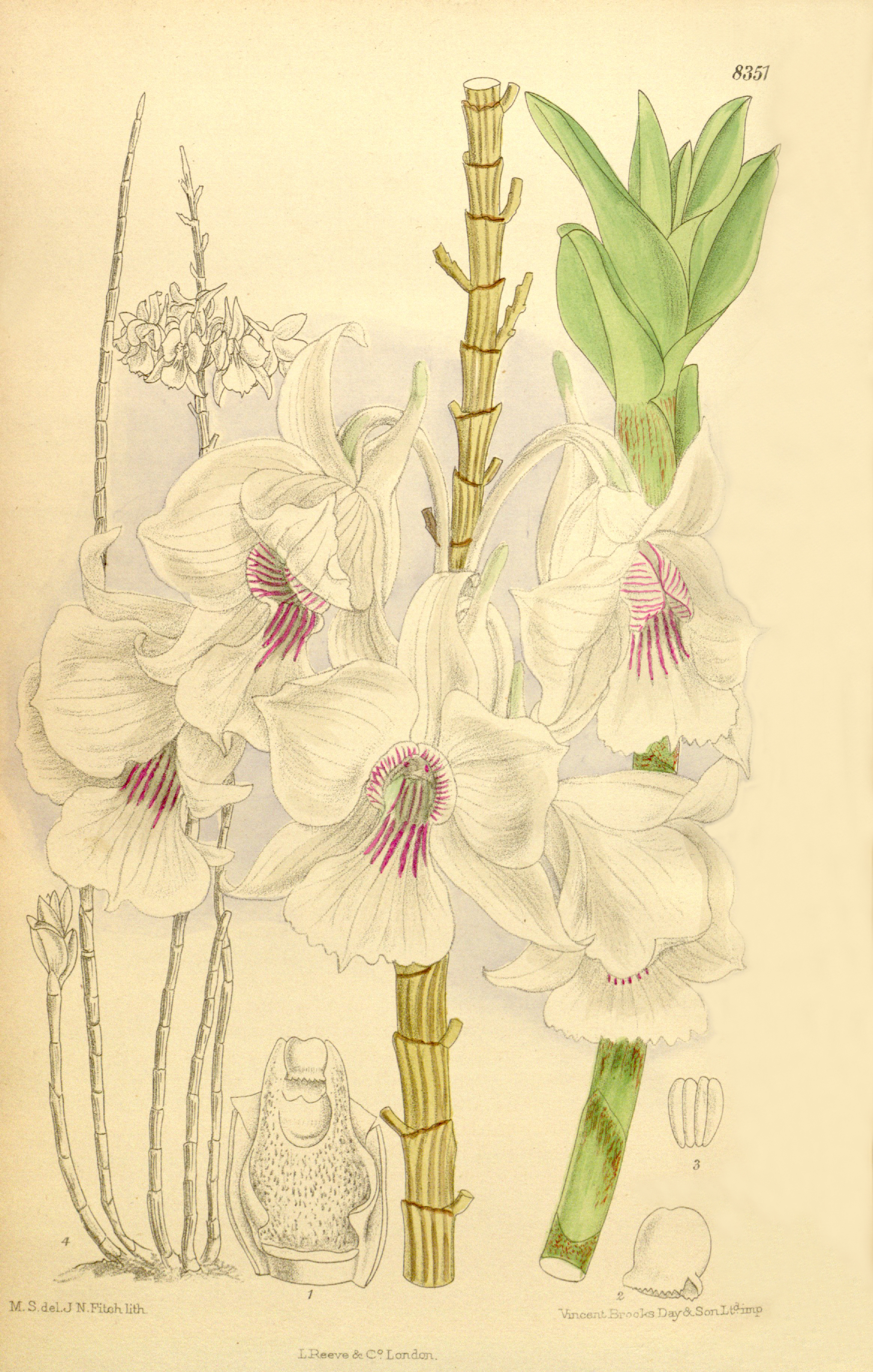